# Gastón Roselló
Gastón Nahuel Roselló Gazo (Montevideo, 24 agosto 1997) è un calciatore uruguaiano, difensore dell'Atenas.

## Caratteristiche tecniche
È un terzino sinistro.

## Carriera
Cresciuto nel settore giovanile del Rampla Juniors, ha esordito in prima squadra il 24 giugno 2017 disputando l'incontro di Primera División Profesional pareggiato 1-1 contro il Fénix.